# Berk Çetin
Berk Çetin (Würselen, 2 februari 2000) is een Duitse voetballer van Turkse afkomst die doorgaans speelt als vleugelverdediger.

## Clubcarrière
Çetin doorliep de jeugdopleiding van Borussia Mönchengladbach en debuteerde daar in het beloftenelftal op 7 december 2019 tijdens een uitwedstrijd bij SV Rödinghausen, als invaller voor Noah Holtschoppen. Op 18 januari 2020 tekende de Turkse jeugdinternational een contract van 3,5 jaar bij Kasımpaşa SK. Zijn speeltijd bij de Turkse club bleef beperkt tot een invalbeurt in de Turkse voetbalbeker en begin oktober 2020 werd de linksback uitgeleend aan  Helmond Sport. Op 14 december 2020 maakte hij zijn eerste optreden voor de Helmondse eerstedivisionist als vervanger van Dean van der Sluys in een uitwedstrijd bij Roda JC Kerkrade (2-2). Medio januari 2021 keerde Cetin op voorspraak van Kasımpaşa's coach Fuat Çapa terug naar Turkije.

### Statistieken

#### Beloften
| Seizoen                                | Club                        | Competitie        | Competitie | Competitie | Beker | Beker | Totaal | Totaal |
| Seizoen                                | Club                        | Competitie        | Wed.       | Dlp.       | Wed.  | Dlp.  | Wed.   | Dlp.   |
| -------------------------------------- | --------------------------- | ----------------- | ---------- | ---------- | ----- | ----- | ------ | ------ |
| 2019/20                                | Borussia Mönchengladbach II | Regionalliga West | 1          | 0          | —     | —     | 1      | 0      |
| Totaal beloften                        | Totaal beloften             | Totaal beloften   | 1          | 0          | 0     | 0     | 1      | 0      |
| Bijgewerkt tot en met 19 december 2020 |                             |                   |            |            |       |       |        |        |

#### Senioren
| 2019/20                               | Kasımpaşa SK    | Süper Lig      | 0 | 0 | 1 | 0 | — | — | 1 | 0 |
| 2020/21                               | → Helmond Sport | Eerste divisie | 3 | 0 | 0 | 0 | — | — | 3 | 0 |
| 2020/21                               | Kasımpaşa SK    | Süper Lig      | 0 | 0 | 0 | 0 | — | — | 0 | 0 |
| Totaal                                | Totaal          | Totaal         | 3 | 0 | 1 | 0 | 0 | 0 | 4 | 0 |
| Bijgewerkt tot en met 21 januari 2021 |                 |                |   |   |   |   |   |   |   |   |